# LMC (danceact)
LMC is een Engelse danceformatie bestaande uit Lee Monteverde, Matt Cattman en Chris Nuttall. Ze hebben verschillende remixes op hun palmares staan, onder andere van Scooter, Lasgo, Flip & Fill, Robert Palmer en Shania Twain. Hun grootste hit was Take Me to the Clouds Above uit 2004, waarin een sample werd gebruikt van With or Without You van U2.

## Discografie
| Single met eventuele hitnotering(en) in de Nederlandse Top 40 | Datum van verschijnen | Datum van binnenkomst | Hoogste positie | Aantal weken | Opmerkingen                                                    |
| ------------------------------------------------------------- | --------------------- | --------------------- | --------------- | ------------ | -------------------------------------------------------------- |
| Take Me to the Clouds Above                                   | 2004                  | 27-03-2004            | 20              | 9            | met U2 / Nr. 16 in de Single Top 100 / Dancesmash op Radio 538 |

| Single met hitnotering(en) in de Vlaamse Ultratop 50 | Datum van verschijnen | Datum van binnenkomst | Hoogste positie | Aantal weken | Opmerkingen            |
| ---------------------------------------------------- | --------------------- | --------------------- | --------------- | ------------ | ---------------------- |
| Take Me to the Clouds Above                          | 2004                  | 28-02-2004            | 16              | 11           | met U2                 |
| You Get What You Give                                | 2006                  | 18-03-2006            | 45              | 2            | met Rachael MacFarlane |